# Shacke One
Shacke One (* 2. April 1989 in Ost-Berlin) ist ein deutscher Rapper aus Berlin-Pankow. Er ist Teil des Berliner Hip-Hop-Labels Nordachse Cash Group.

## Leben
Shacke One kam früh im Leben mit Graffiti in Kontakt und war in der Berliner Graffiti-Crew OBS Crew aktiv. Im Jugendalter hörte Shacke One neben Rap viel aus dem Genre Funk. Durch MC Bomber setzte er sich intensiver mit dem Rappen auseinander, worauf sie zusammen im Jahr 2014 unter dem Crewnamen Nordachse ein gleichnamiges Album veröffentlichten. Produziert wurde dieses von Achim Funk. Durch diese Veröffentlichung wurde der Berliner Rapper Frauenarzt auf die Formation aufmerksam und nahm zunächst erst einmal MC Bomber unter Vertrag.
Im Sommer 2016 folgte sein Solodebütalbum Stecks, Schmiers & Suffs, welches von Kritikern des Juice-Magazin gelobt wurde. Im Jahr 2017 und 2019 folgten zwei weitere Soloalben: Bossen & Bumsen und Shackitistan. Auf letzterem ist mit Morlockk Dilemma nur ein einziges Feature vertreten.
Sämtliche Veröffentlichungen von Shacke One erschienen bislang auf dem Hip-Hop-Label Nordachse, das er zusammen mit Achim Funk, Tiger104, Klaus Layer, NES64, Carl Edit und Heiko betreibt. Die speziellen Vinylversionen, die zu jeder Veröffentlichung erschienen sind, stammen vom Mailorder HHV.de.
In dem Dokumentarfilm Grenzgebiet (2019) ist Shacke One einer der drei Rapper, die Regisseur Matti Cordewinus auf einer Musiktour begleitet.

## Musikstil
In Shacke Ones Musik lassen sich viele Verbindungen zum Battle- und Old School Rap finden. Stilprägend ist der große Einfluss aus der Richtung des Funks sowie des Souls. Die Texte handeln vom proletischen Kiezleben in Nordberlin. Besondere Stilmerkmale sind ein eher rauer Textstil mit Wortwitzen und einem Hang zur Überzeichnung und zur Übertreibung. Dies führt in der Verbindung von den eher smoothen Funk-Beats zu einem starken Kontrast zwischen Musik und Text. Freunde aus dem Rap, mit denen er auch stilistisch verbunden ist, sind unter anderem MC Bomber, Tiger104er, King Orgasmus One und G.G.B.

## Diskografie

### Soloalben
- 2016: Stecks, Schmiers & Suffs (Nordachse)
- 2017: Bossen & Bumsen (Nordachse)
- 2019: Shackitistan (Nordachse)
- 2022: S1 (Nordachse)
- 2023: Rap Wie Er Sein Wollte (Nordachse)

### Kollaboalben
- 2015: Nordachse (mit MC Bomber, Achim Funk, Klaus Layer und Carl Edit)
- 2019: Nordachse 2 (mit MC Bomber)

### Singles
- 2014: Nordachse (EP, mit MC Bomber, Upstruct/HHV.de)
- 2016: Boss Der Panke / Nettelbeckplatz (Nordachse)
- 2021: Humboldthain x HHV (Split-EP mit Die Techniker*innen, HHV)

### Featurings
- 2014: MC Bomber Vs. The Elusive Punch Pose – P.Berg Battletape 2 (Song: Achse des Nordens)
- 2016: MC Bomber Vs. Tis L. – P.Berg Battletape 3 (Song: Weltmachtspläne am Bistrostand)
- 2016: MC Bomber – Predigt (Song: Taubensohn)
- 2016: Frauenarzt – Mutterficker (Song: Wir geben keinen Fick (RMX))
- 2016: MC Bomber – P.Berg Battletape 4 (Song: Upstruct Allstars)
- 2016: MXM & Pavel – Dreiviertel der Kraft (Song: Mantel des Schweigens)
- 2017:Tiger & GGB  – Cornertape (Song: Feuerwasser)
- 2018: MC Bomber – Gebüsch (Song: Taxifahrer)
- 2018: Falkodiablo – Lo-Fi Beats: Un Collage Impresionista (Song: Pintura Respiranto)
- 2018: Falkodiablo & Sebe One – Ghetto Kids (Song: Tiburones)
- 2019:Tiger & GGB  – Tag Team (Song: Estilay)
- 2019: Morlockk Dilemma – Herzbube (Song: Schöne Mutter)
- 2019: MC Bomber Vs. The Elusive Punch Pose – P.Berg Battletape 5 (Song: Endstation)
- 2020: Morlockk Dilemma – Morlockko Plus & Der Ripper Vom Humboldthain (Hörspiel, Rolle: Barkeeper)
- 2020: Reckless & MC Bomber – Acid, Bass & Zappeln (Song: Nutten & Zaster)
- 2020: GGB & Obeez – Candy Benji (Song: Sim Simma)
- 2021: Saftboys  – SFB EP 2 (Song: N.W.A.)
- 2021: Tiger104 –  Eine Runde geht noch! (Songs: Nordberlin & Akkordmollenkommando 2)